# Pilea fasciata
Pilea fasciata är en nässelväxtart som beskrevs av Hugh Algernon Weddell. Pilea fasciata ingår i släktet pileor, och familjen nässelväxter. Inga underarter finns listade i Catalogue of Life.